# Brasília
Brasília (brasiliansk portugisiska: [bɾaˈziliɐ]) är Brasiliens huvudstad och landets tredje största stad. Folkmängden uppskattades 2021 till 3,1 miljoner. Brasília ligger i Brasiliens federala distrikt, en federal enhet på samma administrativa nivå som delstaterna. Staden är säte för det federala distriktets parlament. 
Namnet Brasília är femininformen av Brasil, landets namn på portugisiska. 
Sedan 1987 finns Brasília uppsatt på Unescos världsarvslista. 

## Brasílias historia
Sedan 1621 var Rio de Janeiro Brasiliens huvudstad. Redan under kolonialtiden fanns planer på att skapa en ny huvudstad inne i landet för att stimulera utvecklingen i de inre delarna samt vara mindre utsatt för militära angrepp utifrån. Det formella beslutet att bygga en ny huvudstad togs 1891. Samtidigt avdelades ett 14 400 km² stort område på brasilianska höglandet för den nya staden.
Först på 1950-talet började planerna förverkligas under Brasiliens president Juscelino Kubitschek och en stadsplansstävling utlystes. Tävlingen vanns 1957 av den brasilianska arkitekten och stadsplaneraren Lúcio Costa. Hans plan som kom att förverkligas består av två axlar, en lätt böjd nord-sydlig axel med bostadsområden och en öst-västlig axel som innehåller offentliga byggnader för regeringen och departementen. Formen symboliserar ett flygplan, där den nord-sydliga axeln är vingarna och den öst-västliga axeln är flygplanskroppen. Regeringsbyggnaderna ligger i cockpit. Staden byggdes klart snabbt och kunde invigas den 21 april 1960.

## Administrativ indelning
Det federala distriktet, Distrito Federal, omfattar en kommun, Brasília. Denna kommun var år 2000 indelad i ett distrikt, som även det heter Brasília. Distriktet är i sin tur indelat i nitton underdistrikt:
| - Brasília - Brazlândia - Candangolândia - Ceilândia - Cruzeiro - Gama - Guará | - Lago Norte - Lago Sul - Núcleo Bandeirante - Paranoá - Planaltina - Recanto das Emas - Riacho Fundo | - Samambaia - Santa Maria - São Sebastião - Sobradinho - Taguatinga |

## Befolkningsutveckling
| Område     | Areal (km²) | Invånarantal 1 augusti 2000 | Invånarantal 1 augusti 2010 |
| ---------- | ----------- | --------------------------- | --------------------------- |
| Kommun     | 5 801,94    | 2 051 146                   | 2 570 160                   |
| Centralort | 621,20¹     | 1 961 499                   | 2 482 210                   |

¹Yta vid folkräkningen 2000. Den räknade folkmängden 2010 omfattar troligen ett större område.

## Stadsplan och arkitektur
Staden är ett verk av främst tre personer: 
- Lúcio Costa – stadsplan
- Oscar Niemeyer – de flesta offentliga byggnaderna
- Roberto Burle Marx – parkområden och vissa byggnader

Arkitektoniskt är staden ett mycket tydligt exempel på en kompromisslös sydamerikansk modernism med rötter tillbaka till europeisk trettiotalsarkitektur. Dominerande material är betong och glas. De stora glaspartierna visade sig mindre lyckade i ett varmt klimat, och arkitekterna har kritiserats för detta och kontrasten mot Le Corbusiers verk i Chandigarh och Louis Kahn i Dhaka som utan att överge sin modernistiska kompromisslöshet förmår sig i form och material bättre anpassa sig till ett varmare klimat.
Stadsplanen utmärker sig även genom att bestå av kvarter, så kallade superquadras. Brasília saknar gatunamn utan har istället kodindelningar.

## Brasília idag

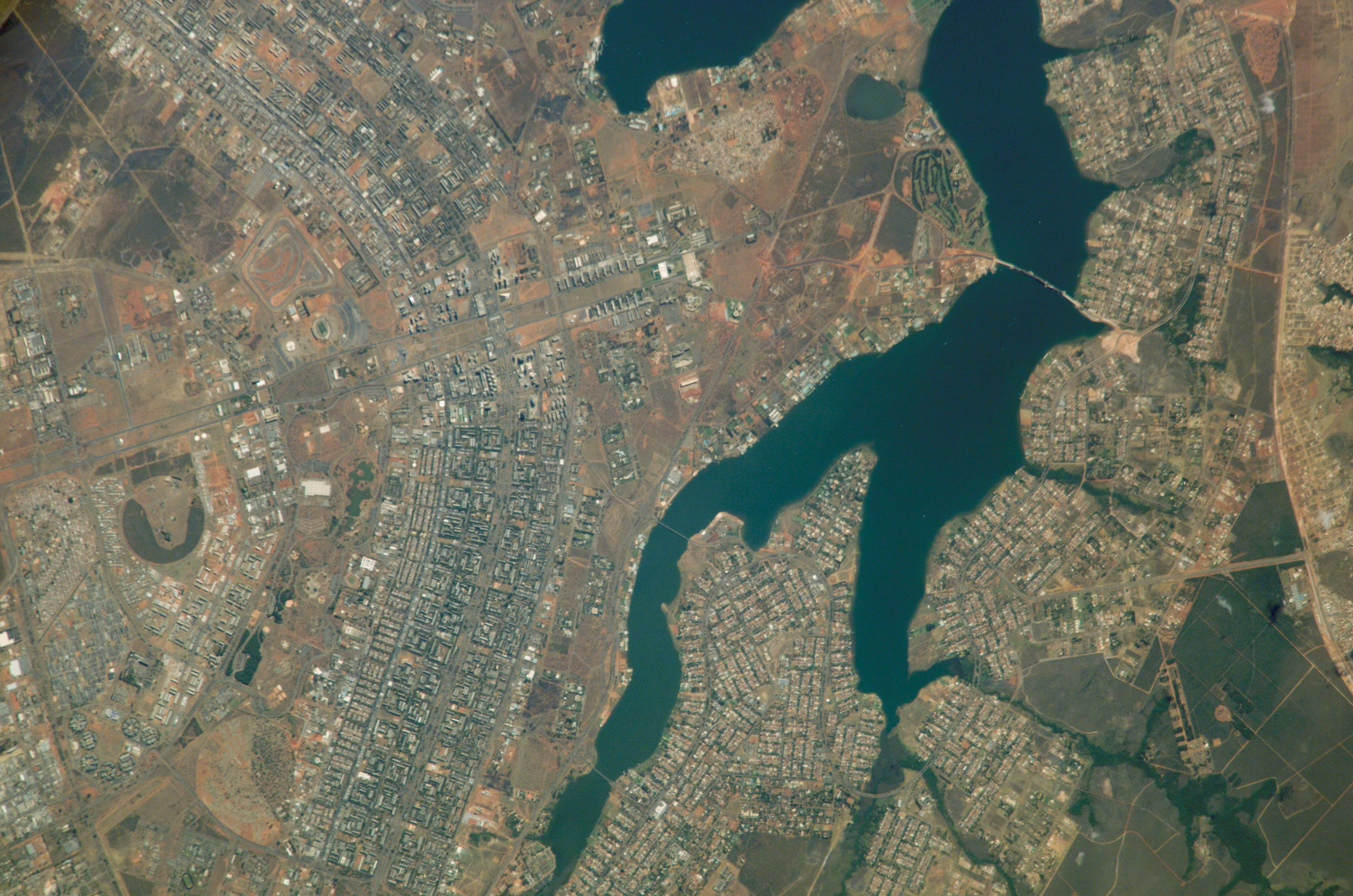
Satellitbild över staden.

Staden präglas i dag av kontraster mellan utopi och dystrare brasiliansk verklighet. Staden som byggdes för 500 000 människor rymmer idag cirka 3,1 miljoner, varav över en miljon bor i förslummade förstäder.[källa behövs] Även om en del idéer har föråldrats eller misslyckats, som exempelvis försöket med planskilda korsningar och total trafikseparation för att undvika trafikljus, är den alltjämt i många avseenden en fungerande stad och ett arkitektoniskt landmärke.
Stadens symbolkraft, med bland annat inbyggda socialistiska signaler om ett framtida klasslöst samhälle, har i synnerhet under militärdiktaturer som följde på Juscelino Kubitscheks presidentskap varit till dess nackdel. Staden blev aldrig helt den symbol för Brasiliens framsteg och utveckling som dess grundare hoppades. Klyftorna mellan samhällsklasserna har ständigt ökat och jämlikhetstanken grusats av växande slumområden som en följd av alla som flyttat in från arbetslösheten på landsbygden i inlandet. Dock har stora satsningar genomförts i Brasília på senare år,[när?] bland annat har kollektivtrafiken inklusive tunnelbana byggts ut kraftigt.